# 安铺东街大井
安铺东街大井，位于中国广东省湛江市廉江市安铺镇东街，为湛江市廉江市的一个市级文物保护单位，类型为其他，公布时间为1994年4月17日。
安铺东街大井的历史年代为清代。